# Przejście graniczne Świecko-Frankfurt
Przejście graniczne Świecko-Frankfurt – istniejące w latach 1962–2007 polsko-niemieckie drogowe przejście graniczne, położone w województwie lubuskim, w powiecie słubickim, w gminie Słubice, w miejscowości Świecko.

## Opis
Przejście graniczne Świecko-Frankfurt z miejscem odprawy granicznej po stronie polskiej w miejscowości Świecko (istniało już 6 listopada 1992) czynne było całą dobę. Dopuszczone było przekraczanie granicy dla ruchu osobowego, towarowego i mały ruch graniczny. Kontrolę graniczną osób, towarów oraz środków transportu kolejno wykonywały kolejno Graniczna Placówka Kontrolna Straży Granicznej w Świecku (GPK SG w Świecku) i Placówka Straży Granicznej w Świecku (PSG w Świecku). Obie miejscowości łączył most na rzece Odrze. 
W 1995 oddano do użytku nowy terminal odpraw celnych „Świecko II”, znajdujący się kilka kilometrów od przejścia, przy drodze krajowej nr 29. Terminal miał bezpośrednie połączenie z przejściem granicznym poprzez tzw. drogę celną, którą w późniejszych latach włączono do przebiegu dróg nr 2 i 29.
Do przejścia po stronie polskiej prowadziła droga krajowa nr 2, a po stronie niemieckiej autostrada A12, należące do trasy europejskiej E30 (do lat 80. oznaczana jako E8).
Problemy w ruchu towarowym na przejściu granicznym pogłębiła decyzja władz Brandenburgii o wprowadzeniu zakazu poruszania z dniem 16 września 1996 pojazdów z lawetami na odcinku autostrady A12 od węzła Müllrose do przejścia granicznego Świecko-Frankfurt. Konsekwencją tej decyzji było przeniesienie odpraw samochodów na lawetach ze Świecka (dotychczas dziennie odprawiano ok. 600 pojazdów) do Olszyny.
21 grudnia 2007 na mocy układu z Schengen przejście graniczne zostało zlikwidowane.

### Przejście graniczne z NRD
W okresie istnienia Niemieckiej Republiki Demokratycznej funkcjonowało w tym miejscu polsko-niemieckie drogowe przejście graniczne Świecko, które ustanowiono w 1962. Czynne było codziennie przez całą dobę. Dopuszczone było przekraczanie granicy dla ruchu osobowego i towarowego. Kontrolę graniczną osób, towarów oraz środków transportu wykonywała Graniczna Placówka Kontrolna Świecko (GPK Świecko).
- 1972 – 18 lutego przedstawiciele organów granicznych i celnych PRL i NRD podpisali protokół o wprowadzeniu wspólnej kontroli granicznej i celnej na przejściach granicznych: Słubice-Frankfurt, Gubin-Wilhelm Pieck-Stad Guben. Postanowienia o wspólnej kontroli granicznej rozciągnięto później na pozostałe przejścia na granicy zachodniej[10].

W 1978 było jednym z najczęściej użytkowanych przejść granicznych na granicy polsko-niemieckiej, ze średnim dobowym ruchem wynoszącym 519 pojazdów wyjeżdżających z Polski i 712 wjeżdżających.

## W kulturze
Na terenie przejścia granicznego nagrywano scenę w serialu 07 zgłoś się (odcinek 19 „Zamknąć za sobą drzwi”) oraz scenę z filmu Miś (w której Ryszard Ochódzki zostaje zatrzymany przez celnika z powodu brakujących kartek w paszporcie).

Przejście graniczne Świecko-Frankfurt
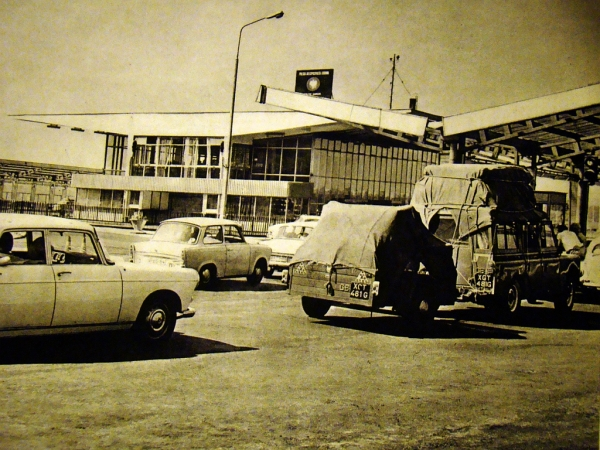
(1971)
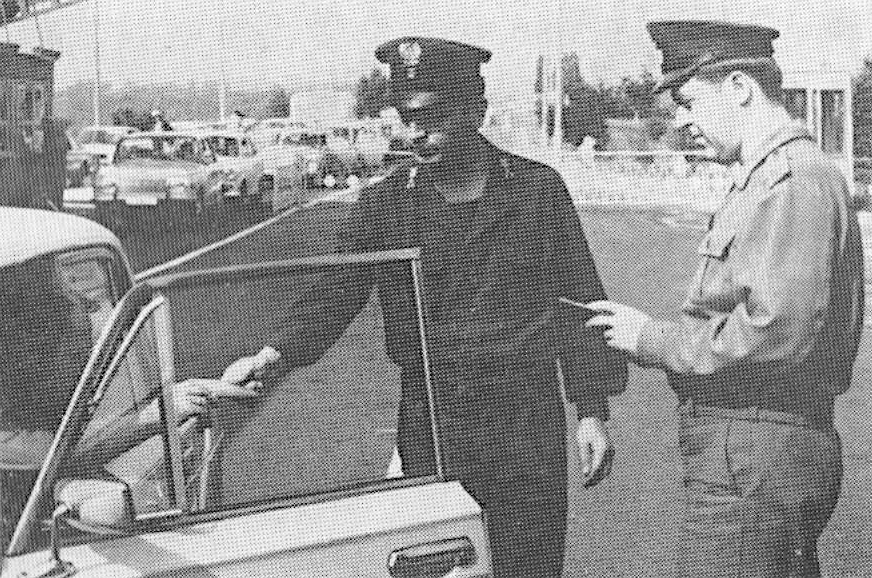
Wspólna odprawa graniczna (żołnierz GPK Świecko) i celna (funkcjonariusz UC) podróżnych (lata 70.)
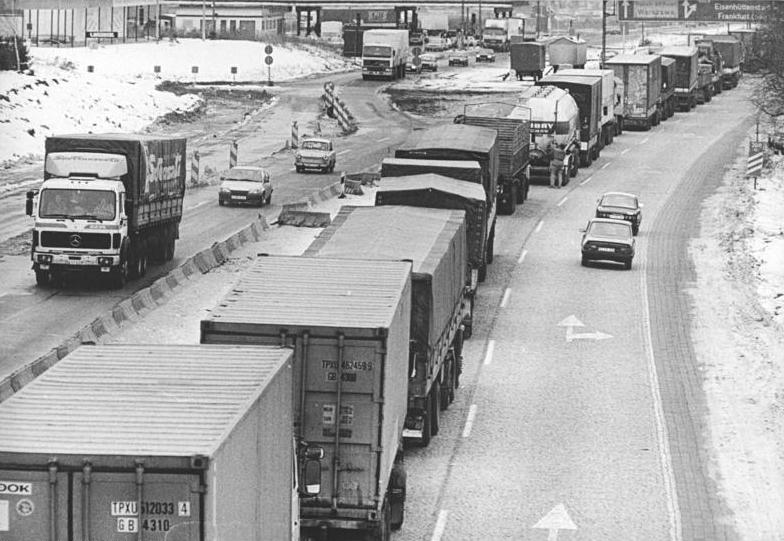
(grudzień 1990)
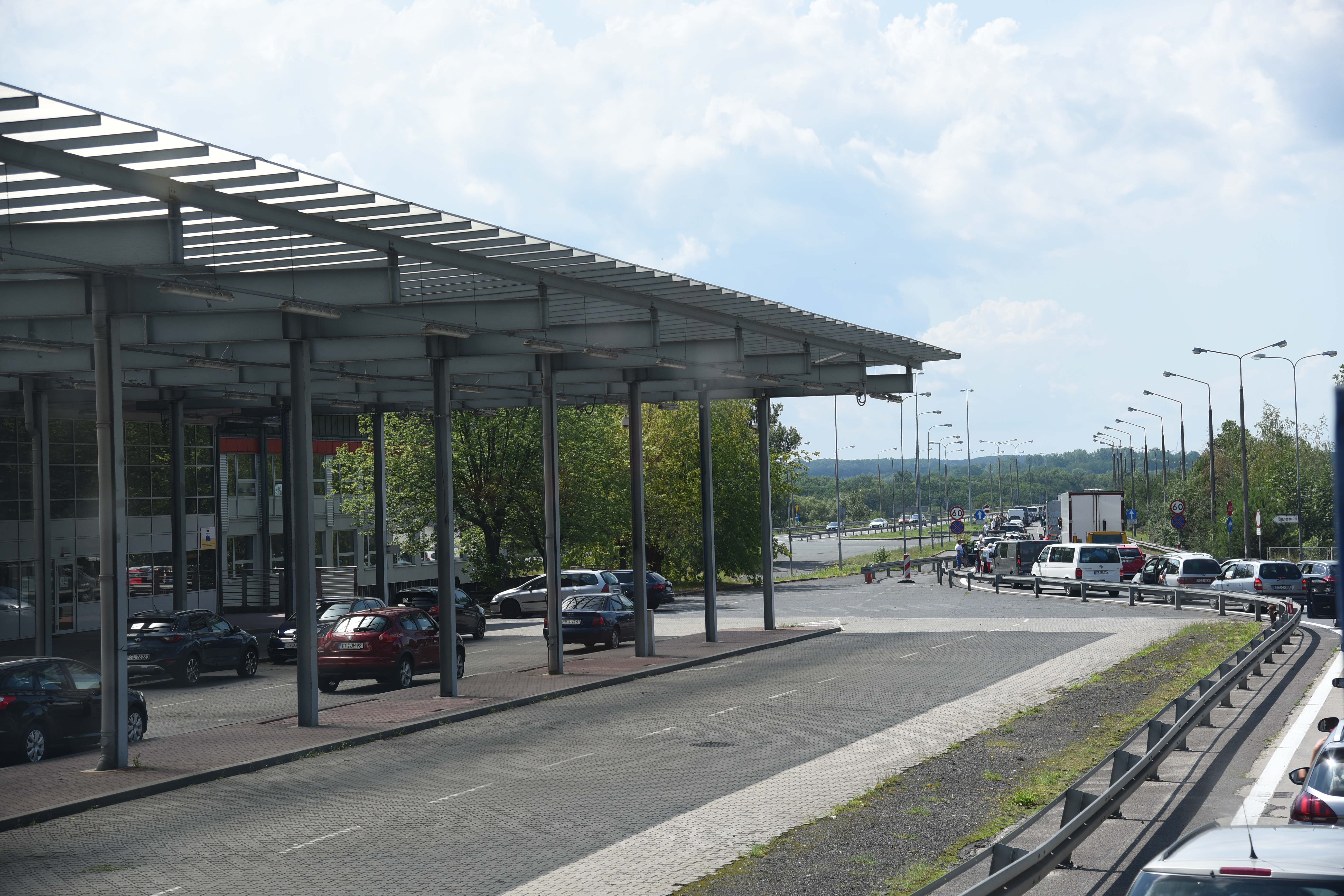
Widok w kierunku zachodnim (lipiec 2019)

Polskie stemple kontroli granicznej
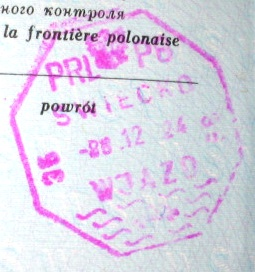
PRL
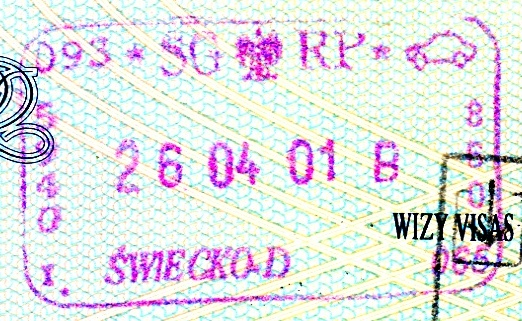
RP